# Schoenicola brevirostris
Schoenicola brevirostris е вид птица от семейство Locustellidae.

## Разпространение
Видът е разпространен в Ангола, Бурунди, Габон, Гвинея, Етиопия, Замбия, Зимбабве, Камерун, Демократична република Конго, Република Конго, Кения, Лесото, Либерия, Малави, Мозамбик, Нигерия, Руанда, Сиера Леоне, Судан, Свазиленд, Танзания, Уганда, Южна Африка и Южен Судан.